# Liste der Nationalräte des Kantons Obwalden
Die Liste zeigt alle Mitglieder des Nationalrats der Schweiz aus dem Kanton Obwalden seit Gründung des Bundesstaates im Jahr 1848 bis heute. Zu der chronologischen Reihenfolge und weiteren Wahldetails siehe Nationalratswahlkreis Obwalden.

## Parteiabkürzungen
- CVP: Christlichdemokratische Volkspartei
- CSP: Christlichsoziale Partei Obwalden
- KCV: Konservativ-Christlichsoziale Volkspartei
- KVP: Schweizerische Konservative Volkspartei
- SVP: Schweizerische Volkspartei

Sonstige Parteiströmungen oder -richtungen:
- KK: Katholisch-Konservative
- LM: Liberale Mitte (Liberale, Liberaldemokraten)

## Nationalräte
| Name               | Partei/Fraktion | Amtszeit  | Geboren | Gestorben |
| ------------------ | --------------- | --------- | ------- | --------- |
| Ulrich Blatter     | CVP             | 1987–1995 | 1940    | 1995      |
| Adalbert Durrer    | CVP             | 1995–2001 | 1950    | 2008      |
| Nikolaus Durrer    | LM              | 1888–1890 | 1815    | 1895      |
| Simon Ettlin       | KK              | 1866–1871 | 1818    | 1871      |
| Hans Gasser        | KCV             | 1963–1971 | 1902    | 1985      |
| Nicolaus Hermann   | KK              | 1878–1888 | 1818    | 1888      |
| Adriano Imfeld     | CVP             | 2001–2007 | 1954    |           |
| Hans Ming          | KVP/KCV         | 1951–1963 | 1904    | 1986      |
| Peter Anton Ming   | KK/KVP          | 1890–1924 | 1851    | 1924      |
| Gotthard Odermatt  | KVP             | 1943–1951 | 1902    | 1970      |
| Maria Odermatt     | KVP             | 1924–1943 | 1867    | 1950      |
| Alois Reinert      | KK              | 1872–1878 | 1832    | 1890      |
| Walter Röthlin     | CVP             | 1971–1987 | 1930    | 2009      |
| Christoph von Rotz | SVP             | 2007–2011 | 1966    |           |
| Monika Rüegger     | SVP             | 2019–     | 1968    |           |
| Karl Vogler        | CSP             | 2011–2019 | 1956    |           |
| Franz Wirz         | KK              | 1848–1866 | 1816    | 1884      |
| Theodor Wirz       | KK              | 1871–1872 | 1842    | 1901      |